# Czesław Radzikowski
Czesław Radzikowski (ur. 17 lipca 1929 w Bydgoszczy) – polski immunolog, profesor Akademii Medycznej w Gdańsku, członek Polskiej Akademii Umiejętności.

## Życiorys
W dzieciństwie przyjaźnił się z Włodzimierzem Ptakiem. W latach 1948–1953 studiował medycynę na Akademii Medycznej w Gdańsku. W 1959 uzyskał stopień doktora. Podjął pracę na macierzystej uczelni.
Opublikował 142 prace naukowe na temat immunologii guzów. We współpracy z Andrzejem Ledóchowskim i Politechniką Gdańską wprowadził na rynek nowy, oryginalny lek przeciwnowotworowy Ledakrin. Był członkiem-założycielem Polskiego Towarzystwa Immunologicznego. Był promotorem w osiemnastu przewodach doktorskich. W latach 1978–2005 był członkiem rady naukowej czasopisma Archivum Immunologiae et Therapiae Experimentalis. W 2001 przeszedł na emeryturę. Został wybrany na członka czynnego Wydziału V Lekarskiego Polskiej Akademii Umiejętności. W 2014 został nagrodzony Medalem Polskiego Towarzystwa Immunologii Doświadczalnej i Klinicznej. Według Piotra Kuśnierczyka "wprowadził do Polski nowoczesne metody badań przesiewowych nowych potencjalnych leków przeciwnowotworowych na zwierzętach laboratoryjnych".
Ma dwoje dzieci: Piotra i Louise.